# Клітка для пташок
«Клітка для пташок» (англ. The Birdcage) — знятий Майком Ніколсом у 1996 році рімейк французької комедії «Клітка для диваків» 1978 року. Головні ролі виконують Робін Вільямс, Натан Лейн, Генк Азарія, Джин Гекмен і Даян Віст. Лейн за свою акторську роботу був удостоєний безлічі нагород, в тому числі номінацій на премії «Золотий глобус» і Гільдії кіноакторів США.

## Зміст
Арман і Альберт живуть життям, з їхньої точки зору, ідеальним. Вони з успіхом володіють нічним клубом в самому центрі Маямі. Але їх затишний спокій раптово стрясає повернення сина Армана, який збирається одружуватися на дочці сенатора та віце-президента Комітету з питань моралі. Чи зможуть Арман і Альберт обвести їх навколо пальця?

## Ролі
| Актор            | Роль               |
| ---------------- | ------------------ |
| Робін Вільямс    | Арманд Голдмен     |
| Натан Лейн       | Альберт            |
| Джин Гекмен      | сенатор Кевін Кілі |
| Дайан Віст       | Луїза Кілі         |
| Ден Фаттерман    | Вел Голдмен        |
| Генк Азарія      | Агадор             |
| Каліста Флокгарт | Барбара Кілі       |
| Крістін Баранскі | Кетрін Арчер       |
| Том МакГауен     | Гаррі Редмен       |

## Премії та нагороди
| Рік  | Нагорода                       | Категорія                                | Номінант                                                                                        | Результат |
| ---- | ------------------------------ | ---------------------------------------- | ----------------------------------------------------------------------------------------------- | --------- |
| 1997 | Оскар                          | «Найкраща робота художника-постановника» | Бо Велч, Шеріл Карасік                                                                          | Номінація |
| 1997 | Золотий глобус                 | «Найкращий фільм»                        |                                                                                                 | Номінація |
| 1997 | Золотий глобус                 | «Найкращий актор»                        | Натан Лейн                                                                                      | Номінація |
| 1997 | Премія Гільдії кіноакторів США | «Найкращий акторський склад»             | Робін Вільямс, Джин Гекмен, Натан Лейн, Даян Віст, Генк Азарія, Крістін Баранскі, Ден Фаттермен | Перемога  |
| 1997 | Премія Гільдії кіноакторів США | Найкраща чоловіча роль другого плану     | Генк Азарія, Натан Лейн                                                                         | Номінація |
| 1997 | American Comedy Awards         | Найсмішніший актор                       | Натан Лейн                                                                                      | Перемога  |
| 1997 | American Comedy Awards         | Найсмішніша акторка другого плану        | Даян Віст                                                                                       | Номінація |
| 1997 | GLAAD Media Awards             | Найкращий фільм                          |                                                                                                 | Номінація |

## Знімальна група
- Режисер — Майк Ніколс
- Сценарист — Елейн Мей, Жан Пуаре, Франсіс Вебер
- Продюсер — Майк Ніколс, Марчелло Данон, Мішель Імперато
- Композитор — Стівен Сондгайм